# Steen Rønsholdt
Steen Rønsholdt (født 11. september 1944) er en dansk professor og dr.jur..
Rønsholdt blev cand.jur. fra Københavns Universitet i 1972 og blev derefter ansat som fuldmægtig i Miljøstyrelsen. Han blev i 1977 adjunkt og senere lektor i offentlig ret ved Københavns Universitet. I 1987 blev han dr.jur. på en afhandling om habilitet i kommunale råd, og i 1991 blev han professor i forvaltningsret ved Københavns Universitet. Fra 1993 til 1997 var han dekan for Det Juridiske Fakultet. 
Fra 1987 har han været formand for Det Retsvidenskabelige Fagråd.